# 莱茵使者

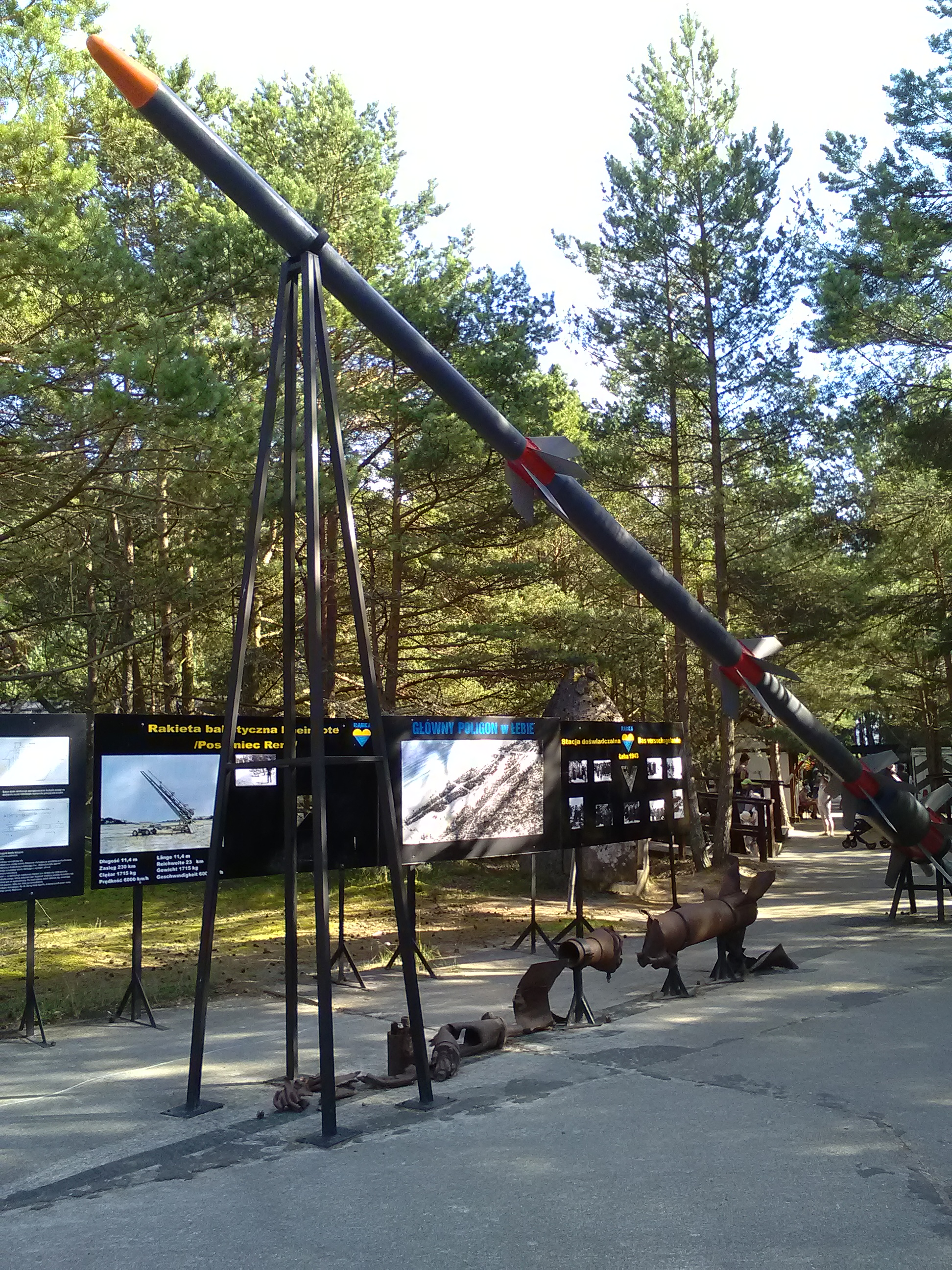
波兰语乌埃巴（Łeba）的兰布卡（Rąbka）地区火箭发射台博物馆（Muzeum Wyrzutnia Rakiet）内的一枚莱茵使者

莱茵使者（也称V4）是第二次世界大战期间由德国莱茵金属-博尔西希公司在柏林-马林费尔德研发的一款短程弹道火箭。该火箭旨在通过易于运输的形式提供远程火力支援，以替代或至少补充传统的大口径火炮。

## 历史
德国军队，实际上也是任何机动军事力量面临的难题之一就是火炮的重量，以及更关键的弹药补给问题。为规避这些难题而研发的战场火箭最终催生了莱茵使者。莱茵使者是早期型号莱茵女儿的后继产品。
莱茵使者由莱茵金属-博尔西希公司于1943年研制，采用四级固体燃料推进系统，是二战期间唯一投入实战的远程地对地弹道导弹。首次试飞于同年完成。尽管系统经历多次改进，但其基本设计保持不变。火箭全长11.4（37英尺5英寸），尾部装有稳定翼，每级推进段均配备一组附加翼。其推进剂采用二甘醇二硝酸酯混合物，使测试型号达到6,800每小時（4,200英里每小時；3,700節）的飞行速度，成为当时最快的火箭。
莱茵使者搭载40（88英磅）战斗部（仅占导弹总重量的2.3%），可攀升至78,000（256,000英尺）高度，有效射程达160公里（99英里；86海里）；在测试中其射程曾超过220（140規里；120海里）。为适应较短射程需求，可移除部分推进级。该火箭采用基于V-2运输拖车的移动发射架，通过简易导轨发射。其瞄准方式仅为调整拖车指向与发射架仰角，这种方法无法保证精度。
德军共生产了超过220枚莱茵使者，其中200余枚在1944年11月至战争结束期间被用于攻击比利时安特卫普港。这些火箭仅在城市小范围区域内造成有限破坏，且落点分布难以预测。
远程炮兵火箭的战场应用概念在战后未能得到进一步发展。即便莱茵使者也未能实现其设计初衷，而是被当作V-2导弹的缩小版用于战略打击。由于其精度低下、战斗部过小以及引信设计缺陷（往往在钻入地面后才引爆），这种使用方式基本无效。
战后，苏联获取了该火箭的设计方案。

## 设计
莱茵使者是一种四级固体燃料火箭。其纤细的箭体高达11.4（37英尺），在65度发射角下能够将相对较小的有效载荷投送至约200（120英里）的距离。四个推进级依次点火：第一级将火箭推离地面，第二级和第三级将其推向更高空域，第四级则将其送至最大飞行高度。作为一种弹道导弹，其精度相对较低。战斗部引爆后不产生破片杀伤效应，形成的弹坑直径不超过1.5（4.9英尺）。测试表明莱茵使者的精度无法计算，因为弹坑过小难以定位。

### 性能诸元
- 主要功能：炮火支援
- 承包商：莱茵金属-博尔西格[9]
- 燃料来源：二甘醇二硝酸酯固体推进剂火箭[4]
- 长度：11.4（37英尺5英寸）[4]
- 最大直径：535（21.1英寸）[8][d]
- 翼展：1.49（59英寸）[8]
- 发射重量：1,709（3,768英磅）[4][e]
- 速度：6,800每小時（4,200英里每小時；3,700節）[4]
- 弹道最高点：78（48英里）[8]
- 弹头：40（88英磅）[4]
- 范围：160（99規里；86海里）（有效）；220（140規里；120海里）（最大值）[4]
- 引信：
- 单位成本：
- 部署日期：1944年11月[6]
- 用户：德国[6]

## 脚注

### 引文
1. ↑  白海军 (2012)，第59頁.
2. ↑  姚军 (2019)，第319頁.
3. ↑  . 2015-08-15  [2020-04-10]. （原始内容存档于2015-08-15）.
4. 1 2 3 4 5 6 7 8 9  Ford (2011)，第84頁.
5. ↑  Christopher (2012)，第136頁.
6. 1 2 3 4 5 6 7 8 9 10 11 12 13 14  Christopher (2012)，第137頁.
7. ↑  天光 (2022)，第147頁.
8. 1 2 3 4 5 6  张瞳 (2014)，第106頁.
9. ↑  Christopher (2012)，第136-137頁.